# I Still Know What You Did Last Summer
I Still Know What You Did Last Summer is een Amerikaans-Mexicaanse horrorfilm uit 1998 onder regie van Danny Cannon. De productie is het eerste vervolg op I Know What You Did Last Summer uit 1997 en werd op zijn beurt in 2006 opgevolgd door I'll Always Know What You Did Last Summer. De film bevat evenals het eerste deel personages uit de roman I Know What You Did Last Summer (1973) van Lois Duncan. Hoofdrolspeelster Jennifer Love Hewitt won voor haar aandeel in de film de Teen Choice Award voor favoriete filmactrice van 1999.

## Verhaal
Een jaar na de moordpartijen van visser Ben Willis volgt overlevende Julie James lessen op een school in Boston. Op een dag wint haar kamergenote Karla Wilson een reis voor vier personen naar de Bahama's. Julie, Karla, Karla's vriend Tyrell en hun nieuwe vriend Will Benson ondernemen samen de reis.
Het hotel waarin de vier verblijven, blijkt grotendeels verlaten vanwege het stormseizoen. Spoedig vinden er verschillende moorden plaats. Iedereen verdenkt een havenmedewerker die aan voodoo doet ervan de dader te zijn. Al snel blijkt echter Ben Willis opnieuw de dader te zijn en Will blijkt zijn zoon. Hij is uit op wraak en heeft Julie en Karla deze vakantiereis laten 'winnen' om ze naar hem toe te lokken.

## Rolverdeling
| Acteur                | Personage                                          |
| --------------------- | -------------------------------------------------- |
| Jennifer Love Hewitt  | Julie James                                        |
| Freddie Prinze, Jr.   | Ray Bronson                                        |
| Brandy Norwood        | Karla Wilson                                       |
| Mekhi Phifer          | Tyrell Martin                                      |
| Matthew Settle        | Will Benson                                        |
| Jennifer Esposito     | Nancy                                              |
| Muse Watson           | Ben Willis                                         |
| Bill Cobbs            | Estes                                              |
| Jeffrey Combs         | Mr. Brooks                                         |
| Benjamin Brown        | Darick the Dockhand                                |
| Ellerine Harding      | Olga                                               |
| John Hawkes           | Dave                                               |
| Jack Black            | Titus Telesco (onvermeld)                          |
| Red West              | Paulsen                                            |
| Michael P. Byrne      | Thurston                                           |
| Sarah Michelle Gellar | Helen Shivers (alleen op fotomateriaal, onvermeld) |